# Рокенрол камп 2: Финални џем
Рокенрол камп 2: Финални џем (енгл. Camp Rock 2: The Final Jam) амерички је музичко-телевизијски филм из 2010. године, редитеља Пол Хун, док представља наставак филма Рокенрол камп из 2008. године. Улоге из претходног дела понављају Деми Ловато, Jonas Brothers (Џо, Ник и Кевин), Меган Мартин, Марија Каналс-Барера, Данијел Фатерс и Алисон Стонер, док нове улоге играју Данијел Кеш, Метју „Mdot” Финли и Клои Бриџиз. У филму се појављује нови ривалски летњи музички камп, који привлачи пажњу свих, што би могло значити крај Рокенрол кампа.
Премијера филма била је 3. септембра 2010. на Disney Channel-у. Последњи је филмски наставак оригиналних филмова Disney Channel-а, све до објављивања филма Тинејџерска плажа 2 (2015).

## Улоге
| Глумац                   | Улога                 |
| ------------------------ | --------------------- |
| Деми Ловато              | Мичи Торес            |
| Џо Џонас                 | Шејн Греј             |
| Ник Џонас                | Нејт Греј             |
| Кевин Џонас              | Џејсон Греј           |
| Алисон Стонер            | Кејтлин Гелар         |
| Ана Марија Перез де Тагл | Ела Падор             |
| Џасмин Ричардс           | Маргарет „Пеги” Дупри |
| Рошон Фиган              | Сандер Лојер          |
| Џордан Франсис           | Барон Џејмс           |
| Данијел Фатерс           | Браун Сесарио         |
| Данијел Кеш              | Аксел Тарнер          |
| Меган Мартин             | Тес Тајлер            |
| Клои Бриџиз              | Дејна Тарнер          |
| Марија Каналс-Барера     | Кони Торес            |
| Ариса Кокс               | Џорџина Фарлоу        |